# Nourard-le-Franc
Nourard-le-Franc är en kommun i departementet Oise i regionen Hauts-de-France i norra Frankrike. Kommunen ligger i kantonen Saint-Just-en-Chaussée som tillhör arrondissementet Clermont. År 2022 hade Nourard-le-Franc 295 invånare.

## Befolkningsutveckling
Antalet invånare i kommunen Nourard-le-Franc
| Referens: INSEE |